# Rhubarbe forcée du Yorkshire

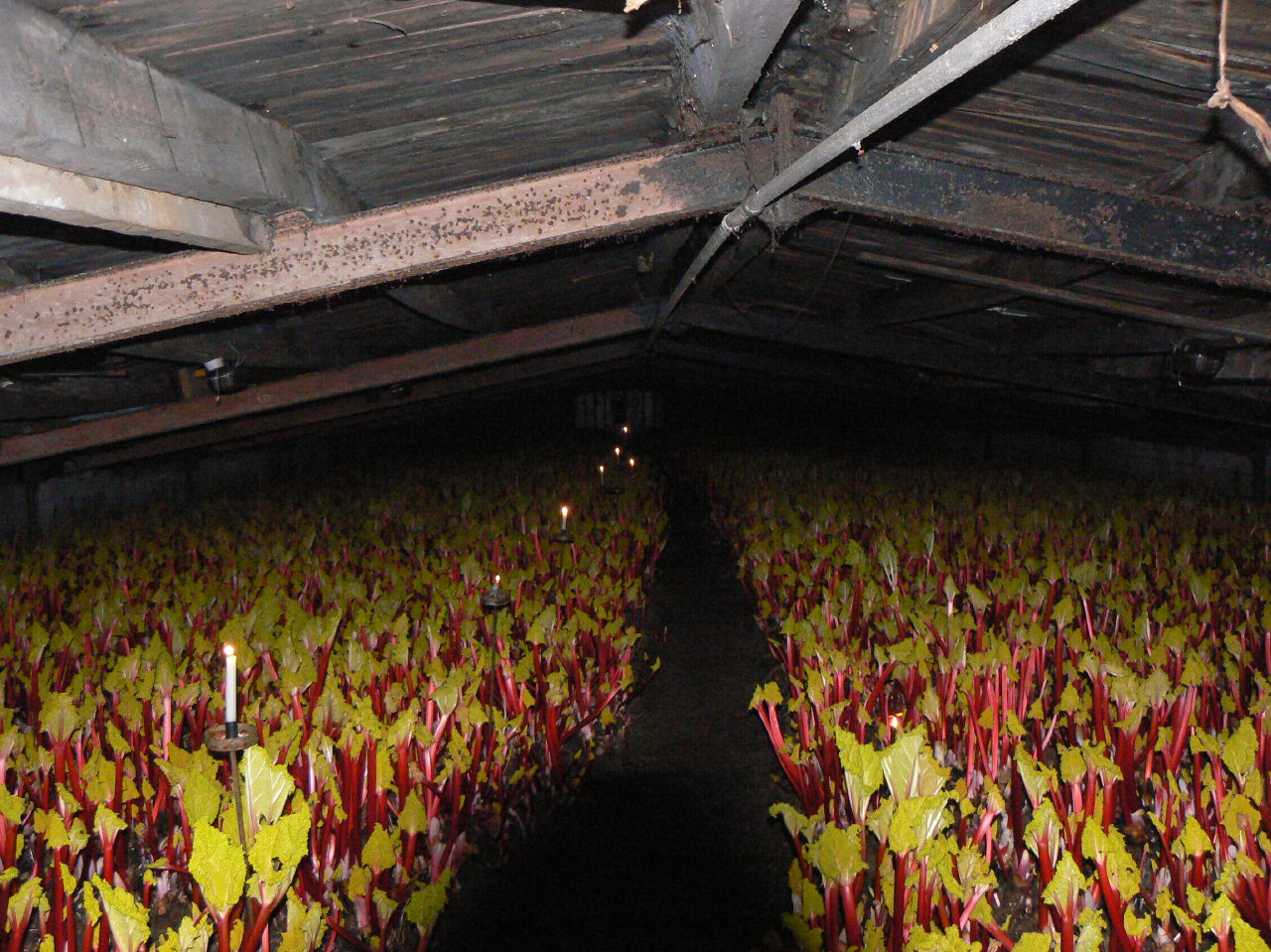
Des pieds de rhubarbe à l'abri de la lumière dans un hangar.

La rhubarbe forcée du Yorkshire (Yorkshire forced rhubarb) est une appellation européenne de fruits qui concerne la rhubarbe produite dans le nord de l'Angleterre.

## Présentation
La méthode utilisée pour cette culture forcée de la rhubarbe trouverait son origine au début du XIXe siècle lorsqu'en 1817, des ouvriers recouvrent de terre des plants de rhubarbe alors qu'ils creusent une tranchée dans le jardin botanique de Chelsea. En retirant la terre, on s'aperçoit alors que les plants de rhubarbe ainsi recouverts s'étaient développées pour obtenir une belle couleur et un aspect tendre. Cette manière de forcer la pousse des pieds de rhubarbe s'est alors professionnalisée et l'on considère que c'est en 1877 que cette technique est arrivée dans le Yorkshire. Le principe retenu est alors de laisser les plants se développer en pleine terre pendant deux années, sans prélèvement, avant de transférer les pieds, aux premières gelées, dans un hangar à l'abri de la lumière. Cette activité s'est développée dans le Yorkshire, jusqu'à occuper, à la fin du XIXe siècle, plus  de 200 exploitations agricoles dans ce que l'on a nommé le « triangle de la rhubarbe ». La zone couverte par ce triangle varie selon les sources mais est historiquement celle se trouvant entre les villes de Leeds, Wakefield et Bradford. Le nombre d'exploitants a diminué jusqu'à atteindre une douzaine de producteurs en activité au début des années 2010.
À la fin des années 2000 ont commencé des travaux en vue de la protection de la rhubarbe forcée du Yorkshire. Cette procédure a conduit au classement comme appellation d'origine protégée le 25 mars 2010.